# مرسدس ۱۱۳۶
سیارک ۱۱۳۶ (به انگلیسی: 1136 Mercedes، نامگذاری:1929UA) هزار و صد و سی و ششمین سیارک کشف شده‌است که در ۳۰ اکتبر ۱۹۲۹ کشف شد.
قدر مطلق سیارک برابر ۱۱٫۰۰ است.